# Henry Schoolcraft

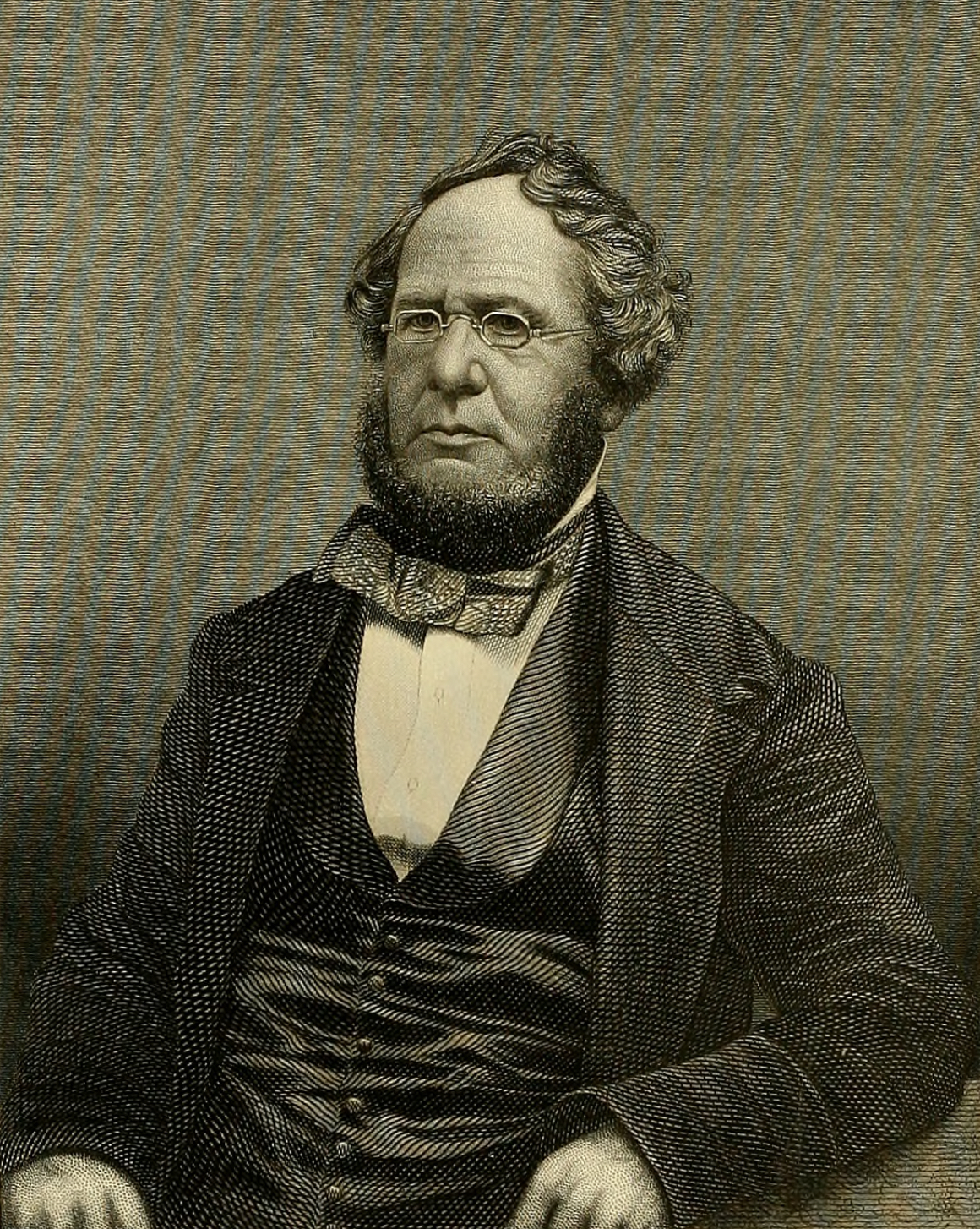
Henry Rowe Schoolcraft, 1884

Henry Schoolcraft (ur. 28 marca 1793 w Guilderland, Albany County N.Y., zm. 10 grudnia 1864 w Waszyngtonie) – amerykański geograf, geolog, etnograf, badacz kultury Indian Ameryki Północnej. Jego podróż w 1832 roku zaowocowała odkryciem źródła rzeki Missisipi. Był mężem Jane Johnston Schoolcraft, poetki i eseistki, z którą założył magazyn „The Literary Voyager or Muzzeniegun” opisujący kulturę, historię i obyczaje plemienia Odżibwejów.

## Wczesne życie
Henry Schoolcraft urodził się w Guilderland, w pobliżu Albany w stanie Nowy Jork, jako syn Lawrence Schoolcrafta i Anne Barbara (Rowe) Schoolcraft. Jako piętnastolatek uczęszczał do Union College, a następnie do Middlebury College. Jego zainteresowania skupiały się na geologii i mineralogii. Ojciec produkował wyroby szklane i Schoolcraft początkowo pracował wraz z nim w tej branży. W 1817 roku napisał swoją pierwszą pracę Vitreology, or the Art of Smelting, Particularly in Reference to the Manufacture of Glass traktującą o produkcji szkła. Pracował w Nowym Jorku, Vermont i New Hampshire, by w wieku 25 lat pozostawić rodzinny interes i wyruszyć na odkrywanie zachodnich granic.

## Badania geologiczne
Od listopada 1818 do lutego 1819 roku Schoolcraft wraz z Levi Pettibone zbadał obszar od Potosi (stan Missouri) do Springfield (Missouri) aż do rzeki White w Arkansas. Swoje badania koncentrował na geografii regionu, jego budowie geologicznej i mineralogicznej. Na ich podstawie opublikował w 1819 roku pracę A View of the Lead Mines of Missouri, gdzie trafnie ocenił potencjał złóż regionu. W 1821 roku opublikował dziennik z wyprawy Journal of a Tour into the Interior of Missouri and Arkansaw, który był pierwszą tego typu publikacją dotyczącą regionu Ozark.
Publikacje Schoolcrafta dotarły do ówczesnego sekretarza wojny Johna C. Calhouna, który to polecił go gubernatorowi Terytorium Michigan, Lewisowi Cassowi, jako członka ekspedycji mającej za zadanie zbadanie regionu Wielkich Jezior i ziem na zachód od Missisipi. Od wiosny 1820 roku geologiczna ekspedycja Cassa, która wyruszyła z Detroit, przemierzyła 2000 mil wzdłuż jeziora Huron i Jeziora Górnego, na zachód od Missisipi, w dół rzeki do dzisiejszego stanu Iowa, a następnie powróciła do Detroit wzdłuż brzegu jeziora Michigan.
Głównym celem ekspedycji było odkrycie źródeł rzeki Missisipi oraz rozstrzygniecie kwestii granicy pomiędzy Stanami Zjednoczonymi a Kanadą Brytyjską. Ekspedycja błędnie ustaliła, że jezioro Cass jest źródłem Missisipi. W 1821 roku Schoolcraft opublikował sprawozdanie z podróży A Narrative Journal of Travels Through the Northwestern Regions...to the Sources of the Mississippi River.
W tym samym roku Schoolcraft uczestniczył w innej ekspedycji rządowej badającej terytorium Illinois, Indiana i Ohio.

## Badania etnologiczne
Od 1822 roku Schoolcraft rozpoczął swoje badania etnologiczne. Uzyskał stanowisko agenta do spraw kontaktów z plemionami indiańskimi (ang. Indian agent) żyjącymi w północnych rejonach Michigan, Wisconsin oraz Minnesoty. Siedzibą urzędu początkowo było miasto Sault Ste. Marie (Michigan), a następnie Wyspa Mackinac. W tym samym roku ożenił się z Jane Johnston (Ozha-guscoday-way-quay), córką irlandzkiego handlarza skór i Indianki z plemienia Odżibwejów, córki wodza Chippewa Wauba Ojeega. Johnston poznał przyszłą żonę podczas swej podróży do placówki handlowej znajdującej się nad Jeziorem Górnym w pobliżu La Pointe w stanie Wisconsin. Od swojej żony nauczył się języka Odżibwejów. Ona sama została jego asystentką i funkcję tę pełniła do końca życia, do 1841 roku. To głównie dzięki niej Schoolcraft zainteresował się badaniami nad życiem rdzennych Amerykanów i ich kulturą. Z pomocą żony, która była również jego tłumaczką napisał ponad 20 książek i setki artykułów na temat Indian.
W grudniu 1826 roku Schoolcraftowie założyli stowarzyszenie czytelnicze mające na celu rozpropagowanie i wzbudzenie zainteresowania literaturą na terenach zachodnich rubieży. Wspólnie założyli magazyn The Literary Voyager or Muzzeniegun dostępny od Detroit po Nowy Jork i Sault St. Marie. Czasopismo propagowało historię plemienia Odżibwejów, opisywało jego legendy i obyczaje, uczyło języka oraz podawało informacje na temat innych plemion indiańskich. Jane Johnston również publikowała na łamach magazynu, używając pseudonimów literackich Rosa i Leelinau.

## Odkrycie źródła Missisipi
W 1832 Schoolcraft wyruszył na swoją kolejną wyprawę wzdłuż górnego biegu rzeki Missisipi, by rozstrzygnąć spór pomiędzy plemionami Odżibwejów (Chippewa) i Dakotów (Sjuksów) oraz przeprowadzić negocjacje w celu utrzymania pokoju pomiędzy Indianami. Pragnął również wprowadzić szczepienia przeciwko ospie. Podczas podróży zbadał dokładnie region, tworząc pierwsze mapy Lake District oraz obszaru na zachód od Jeziora Górnego. Podczas badań 13 lipca 1832 odkrył prawdziwe źródło rzeki Missisipi na jeziorze Itasca, którego nazwę Schoolcraft stworzył z fragmentów łacińskich wyrazów veritas (prawda) oraz caput (głowa), co miało oznaczać prawdziwe źródło. W pobliżu odkrył rzekę, pierwszy duży dopływ z Missisipi, nazwany później jego imieniem. Wyprawa odbiła się szerokim echem w amerykańskiej prasie. Schoolcraft, w 1834 roku napisał obszerne sprawozdanie Narrative of an Expedition Through the Upper Mississippi River to Itasca Lake.
W latach 1828–1832 pracował dla władz Terytorium Michigan. W 1836 odegrał ważną rolę jako negocjator w rozmowach pokojowych z Chippewas zakończonych podpisaniem Traktatu Waszyngtońskiego, na mocy którego terytorium Stanów Zjednoczonych poszerzono o 13 milionów akrów ziemi (53 000 km²). Zgodnie z postanowieniami traktatu Schoolcraft nadzorował budowę „indiańskiego osiedla” (ang. Indian Dormitory) na wyspie Mackinac. W 1838 roku został mianowany na stanowisko kierownika ds. Indian w Departamencie Północnym. Wówczas opublikował serię prac Algic Researches (2 tomy, 1839).

## Ostatnie lata
W 1841 roku do władzy doszła Partia Wigów. Schoolcraft stracił swoją posadę i powrócił na wschód, gdzie nadal pisał prace na temat rdzennych mieszkańców Ameryki. W 1846 roku Kongres zlecił mu opracowanie materiałów na temat amerykańskich Indian. By zilustrować swoją pracę, Schoolcraft udał się do Anglii do George Catlina, ilustratora i malarza zajmującego się przedstawianiem scen i postaci Indian. Catlin odmówił współpracy, więc Schoolcraft zatrudnił artystę Setha Eastmana. Jego ogromna praca Historical and Statistical Information Respecting...the Indian Tribes of the United States została opublikowana w sześciu tomach w latach 1851–1857. Kolejne wydanie, poprawione, zostało opublikowane przez Bureau of American Ethnology w 1954 roku.
Wiele nazw geograficznych hrabstw stanu Michigan nadanych przez Schoolcrafta bazuje na słownictwie indiańskim. Przykładem tego są: Alcona, Allegan, Alpena, Arenac, Iosco, Kalkaska, Leelanau, Oscoda i Tuscola, które łączą fragmenty wyrazów z języków indiańskich z fragmentami słów łacińskich i arabskich.
Jego imieniem zostało nazwanych wiele miejsc i miejscowości: hrabstwo Schoolcraft w Michigan, miejscowość Schoolcraft w hrabstwie Kalamazoo, College im. Schoolcrafta w mieście Livonia oraz Park Stanowy Schoolcraft State Park w Minnesota.
W [943 amerykański statek transportowy typu Liberty został nazwany jego imieniem – SS Henry R. Schoolcraft.

## Prace
- Travels in the central portions of the Mississippi valley, (1825)
- Narrative of an expedition through the Upper Mississippi to Itasca Lake., (1834)
- Algic researches. 2 tomy. Nowy Jork, (1839)
- The myth of Hiawatha and other oral legends, Filadelfia, (1856)
- Oneota, or characteristics of the red race of America, Nowy Jork ,(1844)
- The Indian in his wigwam, (1848)
- Notes on the Iroquois, Albany, (1946)
- The red race of America, (1847)
- Personal memoirs of a residence of thirty years with the Indian tribes, Filadelfia, (1851)
- Scenes and adventures in the semi-alpine regions of the Ozark Mountains, Filadelfia, (1853)